# Dmytro Kirpulyanskyy
Dmytro Kirpulyanskyy, né le 2 juin 1985 est un athlète ukrainien, spécialiste du pentathlon moderne.

## Palmarès
| Discipline/Année                         | 2008 | 2009 | 2010 | 2011 | 2012 |
| ---------------------------------------- | ---- | ---- | ---- | ---- | ---- |
| Jeux olympiques Individuel               | 9e   | -    | -    | -    | 35e  |
| Championnats du monde seniors Individuel | -    | 3e   | -    | -    | -    |
| Championnats du monde seniors Équipe     | -    | -    | -    | -    | -    |
| Championnats du monde seniors Relais     | -    | -    | -    | -    | -    |
| Coupe du monde seniors Individuel        | -    | -    | -    | -    | -    |
| Championnats d'Europe seniors Individuel | -    | -    | -    | 3e   | -    |
| Championnats d'Europe seniors Équipe     | -    | -    | -    | -    | -    |
| Championnats d'Europe seniors Relais     | -    | -    | -    | -    | -    |